# Angelino Garzón
Angelino Garzón, né le 29 octobre 1946 à Buga, est un homme d'État colombien.